# Kathrin Amacker
Kathrin Amacker, née le 30 mars 1962 à Bâle (originaire du même lieu et d'Eischoll), est une personnalité politique suisse du canton de Bâle-Campagne, membre du Parti démocrate-chrétien (PDC).
Elle siège au Conseil national de fin 2007 à fin 2010.

## Biographie

### Origines et famille
Kathrin Amacker naît Kathrin Amann le 30 mars 1962 à Bâle. Elle est originaire du même lieu et d'Eischoll, dans le canton du Valais. L'un de ses arrière-grand-pères, originaire du sud de l'Allemagne et l'une de ses arrière-grand-mère, originaire d'Alsace, se réfugient à Bâle lors de la guerre franco-allemande de 1870.
Ses parents travaillent tous deux pour La Poste. Elle a deux sœurs. 
Elle est mariée et mère de trois enfants. Son époux est chef de section suppléant à l'Office fédéral de l'environnement. Elle réside à Binningen.

### Enfance et études
Elle grandit à Allschwil.
Après une maturité gymnasiale de type B (latin-anglais), elle fait des études de pharmacie à l'Université de Bâle, où elle obtient un diplôme de pharmacien, suivi d'un doctorat en 1990,.

### Parcours professionnel
Elle travaille pendant vingt ans, à partir de 1990, pour Ciba-Geigy puis Novartis dans la production, le développement et les ressources humaines (elle est présidente de la commission du personnel de 1998 à 2003, puis responsable de l'égalité des chances au sein de l'entreprise,).
Elle occupe le poste de chef de la communication de Swisscom d'octobre 2010 à 2013 (première femme à ce titre membre de la direction de Swisscom), puis de chef de la communication des CFF.

### Parcours politique
Elle est membre du législatif de la commune de Binningen à partir de juillet 2004 et du Landrat du canton de Bâle-Campagne du 2 juillet 2007 au 30 novembre 2007. Elle préside par ailleurs le PDC du canton de Bâle-Campagne d'avril 2004 à octobre 2008.
Elle siège au Conseil national du 3 décembre 2007 au 28 novembre 2010, où elle est membre de la Commission de politique extérieure (CPE). Elle démissionne de ses fonctions pour cause d'incompatibilité avec son poste chez Swisscom, entreprise alors détenue à plus de 50 % par la Confédération.

### Autres fonctions et activités
Elle est présidente du conseil de fondation de Max Havelaar depuis 2021.
Elle exerce pendant 33 ans la fonction d'entraîneur et d'arbitre de gymnastique artistique. Elle est présidente du comité d'organisation des Championnats d'Europe de gymnastique artistique 2021 à Bâle.